# Čakavski sabor
Čakavski sabor hrvatska je kulturna udruga sa sjedištem u Žminju. Sastoji se od saveza više katedara na području od Istre, Like, Primorja i otoka sve do juga Dalmacije. U novije vrijeme osnivaju se katedre i u hrvatskome iseljeništvu. Cilj Čakavskog sabora okupljanje je i suradnja kulturnih i znanstvenih djelatnika zainteresiranih za njegovanje, promicanje, proučavanje i unapređivanje kulture i znanosti na čakavskim govornim područjima i među ljubiteljima čakavštine u Republici Hrvatskoj, te suradnja s čakavcima i ljubiteljima čakavštine u inozemstvu.

## Povijest

### Osnivanje
Inicijator i glavni pokretač osnivanja Čakavskog sabora bio je književnik Zvane Črnja, glavni urednik riječkog časopisa za kulturu, književnost i društvena pitanja Dometi. Jedan od osnivača i uz Z. Črnju, najzaslužniji aktivist bio je Mario Kalčić, začetnik njegovih programa i akcija, urednik izdanja, zbornika i gl. tajnik od 1983. godine.
Pod prvotnim nazivom Sabor čakavskog pjesništva osnovan je 8. lipnja 1969. u Žminju, zamišljen kao kulturno-znanstvena manifestacija koja će se baviti uglavnom pitanjima čakavskog pjesništva. Čakavski sabor organiziran je kao svojevrstan model samoupravnoga kulturnog projekta s elementima i obilježjima udruge građana, suprotstavljajući se unitarnim tendencijama, stavljajući u prvi plan reafirmaciju i oživljavanje osobitosti čakavskoga govornog područja te potičući djelatnost i kreativnost na područjima kulture, stvaralaštva i znanosti.
U Inicijativnom odboru (8. prosinca 1968. u Žminju) za osnivanje Sabora Čakavskog pjesništva bili su:
| 1) Gaetano Čekić, Rovinj, 2) Zvane Črnja, Ičići, 3) Miho Debeljuh, Pula, 4) Ivo Erman, Pula, 5) Marin Franičević, Zagreb, | 6) Mario Hrelja, Rovinj, 7) Tone Krajcar, Pula, 8) Drago Kresina, Žminj, 9) Marijan Mačina, Žminj, 10) Mirko Paulinić, Žminj, | 11) Petar Radovan, Žminj, 12) Ive Rudan, Pula, 13) Šime Vučetić, Zagreb, 14) Slavko Zlatić, Pula, i 15) Vilma Zohil, Žminj. |

### Djelovanje
Djelovanje Čakavskoga sabora doprinijelo je razrješavanju bitnih nedoumica kulturne politike u Istri, te upozorilo na potrebu vrednovanja istarskih prinosa hrvatskoj i europskoj kulturi, kao i visokih kulturnih, civilizacijskih i humanističkih konstanti istarskog elementa. Na tim se idejama i odrednicama temeljilo osnivanje katedara Čakavskoga sabora kao organizacijskih oblika djelovanja, pa Čakavski sabor danas djeluje kao svojevrsna udruga svojih katedara.
Već 12. i 13. rujna 1969., u organizaciji Sabora čakavskog pjesništva, u Žminju je održan znanstveni skup o novijoj čakavskoj poeziji.
Predsjednik Sabora čakavskog pjesništva u prvom mandatu bio je Mirko Božić (Zagreb), potpredsjednik Zvane Črnja, dok su u Upravnom odboru Sabora bili: 1) Dobriša Cesarić, Zagreb, 2) Ljubo Drndić, Beograd, 3) Marin Franičević, Zagreb, 4) Ive Jelenović, Pula, 5) Marijan Mačina, Žminj, 6) Mirko Paulinić, Žminj, 7) Petar Radovan, Žminj, 8) Ive Rudan, Pula, 9) Ive Siljan, Pula, 10) Miroslav Sinčić, Pula, 11) Paškval Šverko, Rovinj, 12) Dragutin Tadijanović, Zagreb, 13) Tugomil Ujčić, Pazin, 14) Šime Vučetić, Zagreb, 15) Eligio Zanini, Rovinj, 16) Slavko Zlatić, Pula, 17) Vilma Zohil, Žminj.
Na osnovi mnogo šire i domišljenije programatske osnove, te kao svojevrstan odjek na početak rada Sabora čakavskog pjesništva, u Žminju je početkom 1970. osnovan Čakavski sabor, čija će se programska orijentacija u predstojećem razdoblju ostvarivati u širokom rasponu raznovrsnih kulturno-umjetničkih programa, znanstvenih i stručnih skupova, izdavačke djelatnosti, podizanja spomen obilježja, obnove i uređenja Huma i drugih istarskih gradića, valoriziranja i revaloriziranja čakavštine kao dijalektalnog i jezičnog idioma, te u drugim kulturnim programima koji se tiču očuvanja i vrednovanja kulturnog i nacionalnog identiteta ne samo istarskog nego i čitavog čakavskog govornog područja.
Tu svoju programsku osnovu i orijentaciju Čakavski je sabor, kako je zamišljeno, trebao započeti ostvarivati kroz posebne teritorijalno raspoređene i osnovane sekcije odnosno Katedre udružene u Čakavski sabor, koje će, svaka na svome području, artikulirati svoje specifične programe, svoju djelatnost i svoje ciljeve. Tako su već 1970. osnovane i započele djelovati nove Katedre Čakavskog sabora u Pazinu, Labinu, Buzetu, Novom Vinodolskom, Roču, Bujama i u Poreču, dok su idućih nekoliko godina osnovane još Katedre Čakavskog sabora u Barbanu, Juršićima, Opatiji, Puli i Splitu.
Tijela Čakavskog sabora 1970. bila su Glavni odbor i Predsjedništvo. U Glavnom odboru bili su 1) Zvane Črnja (†), Ičići, glavni tajnik, 2) Emilia Beltran, Zagreb, 3) Albino Crnobori, Pula, 4) Josip Diminić, Labin, 5) Milovan Dragić, Poreč, 6) Josip Faraguna, Labin, 7) Božo Jakovljević, Buzet, 8) David Kabalin, Rijeka, 9) Mario Kalčić (†), Pula, 10) Galiano Labinjan, Pazin, 11) Marijan Mačina (†), Žminj, 12) Rikard Perčić, Buzet, 13) Božo Peršić, Mošćenička Draga, 14) Ive Rudan (†), Pula, 15) Paškval Šverko, Rovinj, 16) Vinko Tadejević (†), Rijeka i 17) Vilma Zohil, Žminj. 
Predsjedništvo su činili: 1) Mirko Božić (†), predsjednik, te (članovi): 2) Ante Andraka (†), Rijeka, 3) dr. Kaetan Blečić, Rijeka, 4) dr. Vanda Ekl (†), Rijeka, 5) Josip Horvatin, Labin, 6) Mario Hrelja, Rovinj, 7) Vjekoslav Ivančić (†), Rijeka, 8) Aleksa Ladavac, Pazin, 9) Josip Lazarić (†), Pula, 10) Željko Marinac, Buzet, 11) Marijan Matković (†) Zagreb, 12) Uroš Peruško, Zagreb, 13) Ive Siljan (†), Pula, 14) Antun Štifanić (†), Poreč, 15) Vojko Trs, Zagreb, 16) Veseljko Velčić, Zagreb, 17) Jure Vukasović; Rijeka i 18) Slavko Zlatić (†), Pula. 
Predsjednici Čakavskog sabora od 1970. do 2007., osim Mirka Božića, bili su: akademik Andro Mohorovičić, prof. Veseljko Velčić, Ema Derosi-Bjelajac, akademik Petar Strčić, Aleksa Ladavac i Slavko Krajcar.
1971. se Čakavski sabor u javnom istupu suprotstavio uvođenju kategorije regionalnog izjašnjavanja za popis stanovništva 1971. godine, jer se među ostalim, "takvim okolnostima dopušta mogućnost da se u statistici krivo interpretira etnogenetička sinteza hrvatskog naroda.".
Tajnici Čakavskog sabora od njegova osnutka do 1988. godine bili su Mario Kalčić,  Albino Crnobori i Galijano Labinjan. Poslovni tajnik Čakavskog sabora i direktor edicije Istra kroz stoljeća u razdoblju od 1988. do 1994., bio je Aldo Kliman.
U Žminju je 1999. uređena i otvorena Čakavska kuća, kao sjedište Čakavskoga sabora i mjesto događanja vezanih uz djelatnosti sabora.
Godine 2021. Čakavski je sabor izdao prijevod Malog princa (Minji kraljić) od Nade Galant. To jest drugi čakavski prijevod romana nakon prijevoda Tee Perinčić.

## Ustroj
Aktivne Katedre Čakavskoga sabora
- Katedra Čakavskoga sabora Bakarskog kraja, Škrljevo (2001.)[10]
- Katedra Čakavskoga sabora Buzet (1970.)[11]
- Katedra Čakavskoga sabora Cres-Lošinj (1987.)[12]
- Katedra Čakavskoga sabora Grobnišćine, Grobnik (1992.)[13]
- Katedra Čakavskoga sabora Društvo za povjesnicu Klane, Klana (1993.)[14]
- Katedra Čakavskoga sabora Kornić (otok Krk) (2004.)
- Katedra Čakavskoga sabora Kostrena (1997.)
- Katedra Čakavskoga sabora Kotor, Crikvenica (2010.)[15]
- Katedra Čakavskoga sabora Mediteranski kiparski simpozij, Labin (1969.)[16][17]
- Katedra Čakavskoga sabora Lovran (2010.)[18]
- Katedra Čakavskoga sabora Modruše (2007.)[19]
- Katedra Čakavskoga sabora općine Mošćenička Draga (2003.)[20]
- Katedra Čakavskoga sabora za glazbu, Novigrad (2004.)
- Katedra Čakavskoga sabora Novljansko kolo, Novi Vinodolski (1971.)
- Katedra Čakavskoga sabora Opatija
- Katedra Čakavskoga sabora Pokrajine Gacke, Otočac (1997.)
- Katedra Čakavskoga sabora za povijest Istre, Pazin (1970.)[21]
- Katedra Čakavskoga sabora Udruženje sopaca otoka Krka, Pinezići, otok Krk (2002.)
- Katedra Čakavskoga sabora Naš kanat je lip, Poreč (1972.)
- Katedra Čakavskoga sabora za kazališnu i scensku djelatnost FERR, Pula (2009.)
- Katedra Čakavskoga sabora Rab
- Katedra Čakavskoga sabora Susreti na dragom kamenu, Rakalj
- Katedra Čakavskoga sabora Roč (1972.)[22][23][24][25]
- Katedra Čakavskoga sabora Ustanova Ivan Matetić Ronjgov, Ronjgi (1977.)[26]
- Katedra Čakavskoga sabora Marko Uvodić Splićanin, Split (2011.)[27]
- Katedra Čakavskoga sabora Svetvinčenat
- Katedra Čakavskoga sabora Šopron, Mađarska (2011.)
- Katedra Čakavskoga sabora Hrvatski istarski preporoditelji Trviž (2010.)
- Katedra Čakavskoga sabora Vižinada (2011.)
- Katedra Čakavskoga sabora Društvo Istrana, Zagreb (1990.)
- Katedra Čakavskoga sabora Sabor čakavskog pjesništva, Žminj (1969.)[28]

Katedre Čakavskoga sabora koje su prestale djelovati
- Katedra Čakavskoga sabora Međunarodni centar za antropologiju Motovun (ICAM), Motovun (1989.)[29]
- Katedra Čakavskoga sabora Istarska književna kolonija “Grozd”, Pula (1986. – 1990.)
- Katedra Čakavskoga sabora Barban[30]
- Katedra Čakavskoga sabora Juršići
- Katedra Čakavskoga sabora Pula

## Poznatiji projekti
Uz ostale, neki od poznatijih projekata su Sabor čakavskog pjesništva, Aleja glagoljaša, Ročki glagoljaški biennale, Pazinski memorijal i Mediteranski kiparski simpozij.

## Izdavaštvo
Na inicijativu i prema konceptu Zvana Črnje 1979. godine pokrenut je, unutar izdavačke djelatnosti Čakavskog Sabora, reprezentativni antologijsko-enciklopedijski niz Istra kroz stoljeća. Glavni urednik prvih deset kola (po 6 knjiga, ukupno 60 svezaka) bio je do svoje smrti Zvane Črnja.
Pojedine Katedre također izdaju razne kulturne monografije ili periodičke publikacije.

## Nagrade
Čakavski sabor istaknutim pojedincima i pravnim osobama za iznimne prinose u radu dodjeljuje nagrade i priznanja, Plaketu "Marulić", Povelju "Zvane Črnja", Nagradu "Ivan Matetić Ronjgov", Nagradu "Mate Balota" i Nagradu "Ljubo Pavešić".

## Vanjske poveznice
Mrežna mjesta
- Čakavski sabor  Arhivirana inačica izvorne stranice od 2. prosinca 2006. (Wayback Machine), službeno mrežno mjesto